# 男旗
『男旗』（だんき）は、石山東吉による日本の漫画作品。『週刊少年チャンピオン』(秋田書店)にて、1989年17号から1993年19号まで連載された。単行本は全18巻。
また、1989年17号から1989年52号までは読み切りとして連載され、本連載が始まったのは1990年15号からである。
2009年、創刊40周年記念「週刊少年チャンピオン40th」に新作読み切りが収録された。